# 纳德森·罗德里格斯·德·索萨
纳德森·罗德里格斯·德·索萨（葡萄牙語：Nadson Rodrigues de Souza，1981年1月30日—），一般称之为纳德森（Nádson），1981年1月30日生于巴西塞尔林哈，是巴西职业足球运动员，现为仙台維加泰前锋。在转会水原之前，纳德森效力于巴西国内的维托里亚，并且是中北美和加勒比地区金杯赛巴西国家足球队成员。在韩国纳德森被球迷昵称为「Nadgol」，意思就是英语Nadson（纳德森）+Goal（进球）的混合词。他在2004年的韩国K联赛中成为首位获得MVP的外籍球员。
在2006赛遭受了较为严重的伤病，在世界杯之后，纳德森被租借回巴西本国联赛的科林蒂安斯足球俱乐部，短暂的填补过转会西汉姆联的卡洛斯·特维斯所空缺出来的前锋位置。
2008年7月24日，他轉會到仙台維加泰。

## 加盟俱乐部历史
- 维托里亚体育俱乐部 1999-2003
- 水原三星 2003-2005
- 科林蒂安斯足球俱乐部 2005-2006（租借）
- 水原三星 2007